# تريزا كابلان
تريزا كابلان (بالإنجليزية: Theresa Caplan)‏ هي عالمة نفس أمريكية، ولدت في 6 يونيو 1913، وتوفيت في 10 أبريل 2010 في برينستون في الولايات المتحدة.